# Міль довговуса фіолетова
Міль довговуса фіолетова (Adela violella) — вид лускокрилих комах родини довговусих молей (Adelidae).

## Поширення
Вид поширений майже на всій території Європи. Відсутній в Ірландії, Великій Британії, Фенноскандії, Португалії та на Балканському півострові.

## Опис
Розмах крил 11 мм.

## Спосіб життя
Метелики літають в червні-липні. Личинки живляться квітами та насінням звіробію звичайного (Hypericum perforatum).